# María Izquierdo
María Izquierdo Huneeus (Santiago, 15 de dezembro de 1960) é uma atriz, roteirista e diretora teatral chilena. Ela apareceu em diversas peças, novelas e filmes de sucesso como La Negra Ester, Playa Salvaje, Cerro Alegre, El Desquite, La fiebre del loco, Sexo con amor, Geografía del deseo, Gatos e Nozes e Matar Todo Mundo.
Foi considerada como a quarta maior artista feminina chilena de todos os tempos pelo Chile elige do canal TVN. As suas atuações valeram-lhe múltiplos prêmios, incluindo cinco prêmios APES e dois prêmios Altazor, além de diversas distinções em festivais internacionais de cinema.

## Filmografia

### Cinema
| Filmes | Filmes                           | Filmes              | Filmes |
| Ano    | Título                           | Papel               |        |
| ------ | -------------------------------- | ------------------- | ------ |
| 1988   | Imagen latente                   | Aranzazú            |        |
| 1996   | Niño problema                    | Erika               |        |
| 1997   | Cielo ciego                      | Mulher              |        |
| 1997   | Historias de fútbol              | Manuela Seron       |        |
| 1998   | El hombre que imaginaba          | Filomena            |        |
| 1999   | El desquite                      | Doña Lucía          |        |
| 2000   | Coronación                       | Dora                |        |
| 2001   | La fiebre del loco               | Leila               |        |
| 2002   | Bienvenida realidad              | Josefina            |        |
| 2003   | Sexo con amor                    | Macarena "Maca"     |        |
| 2004   | Machuca                          |                     |        |
| 2004   | Mujeres infieles                 | Eva Soler           |        |
| 2004   | El Roto: Perjudícame cariño      | Clorinda            |        |
| 2006   | Fuga                             | Isidora Subercaseux |        |
| 2007   | Matar a todos                    | María Morris        |        |
| 2008   | Cordero de dios                  | Inés                |        |
| 2012   | Bahía azul                       | Laura               |        |
| 2012   | Las mujeres de Neruda            | Matilde Urrutia     |        |
| 2013   | El verano de los peces voladores | Teresa              |        |
| 2013   | Vaciones en familia              | Marta Arteaga       |        |
| 2014   | Mamá ya crecí                    | Ana Cristina        |        |
| 2014   | Brillantes                       | Mildred             |        |
| 2014   | Romance policial                 | Mãe de Florencia    |        |
| 2014   | Hijo de Trauco                   | Moira               |        |
| 2015   | Alma                             | María               |        |
| 2017   | La memoria de mi padre           | Ester               |        |
| 2021   | La mirada incendiada             | Mirta               |        |

### Telenovelas
| 1981 | La madrastra       | Marcela                 |
| 1981 | Villa Los Aromos   | Karina del Río          |
| 1982 | La gran mentira    | Marisa Fernández        |
| 1984 | La torre 10        | Carolina Larraín        |
| 1985 | La dama del balcón | Catalina Schöber        |
| 1985 | Marta a las ocho   | Sofía Bernhardt         |
| 1986 | La Villa           | Antonia Astorga         |
| 1987 | Mi nombre es Lara  | Sofía Ventura           |
| 1992 | Trampas y caretas  | Michelle Benoit         |
| 1993 | Jaque mate         | Raquel Hirschmann       |
| 1994 | Rompecorazón       | Elisa Streeter          |
| 1996 | Adrenalina         | Domitila Vilches        |
| 1997 | Playa salvaje      | Eugenia "Quena" Negrete |
| 1998 | Marparaíso         | Gilda Soto              |
| 1999 | Cerro alegre       | Raquel Thompson         |
| 2000 | Corazón pirata     | Alicia Castro           |
| 2003 | 17                 | Paulina Olivares        |
| 2004 | Tentación          | Valeria Domínguez       |
| 2005 | Gatas y tuercas    | Ximena Urquiza          |
| 2006 | Charly tango       | Mara Vidal              |
| 2007 | Papi Ricky         | Blanca de la Luz        |
| 2008 | Don Amor           | Patricia Díaz           |
| 2009 | Cuenta conmigo     | Josefina Alcántara      |
| 2011 | Témpano            | Loreto Alcántara        |

### Séries de televisão
| 1987      | La Quintrala                   | Francisca               |
| 1998-1999 | Los Cárcamo                    | Eugenia "Quena" Negrete |
| 2004      | Bienvenida realidad            | Josefina                |
| 2004      | Geografía del deseo            | Rosa Lara               |
| 2006-2008 | Huaiquimán y Tolosa            | Leonora Cienfuegos      |
| 2010      | Volver a mí                    | Rocío Riquelme          |
| 2015      | Familia moderna                | Teté Larraín            |
| 2017      | 12 días: La muerte de Pinochet | Florencia               |